# Peter Schaefer (Eishockeyspieler)
Peter Schaefer (* 12. Juli 1977 in Yellow Grass, Saskatchewan) ist ein ehemaliger kanadischer Eishockeyspieler und derzeitiger -trainer, der im Verlauf seiner aktiven Karriere zwischen 1993 und 2011 unter anderem 635 Spiele für die Vancouver Canucks, Ottawa Senators und Boston Bruins in der National Hockey League auf der Position des linken Flügelstürmers bestritten hat. Seinen größten Karriereerfolg feierte Schaefer im Trikot der kanadischen U20-Nationalmannschaft mit dem Gewinn der Goldmedaille bei der Junioren-Weltmeisterschaft 1997. Sein jüngerer Bruder Nolan war ebenfalls professioneller Eishockeyspieler.

## Karriere

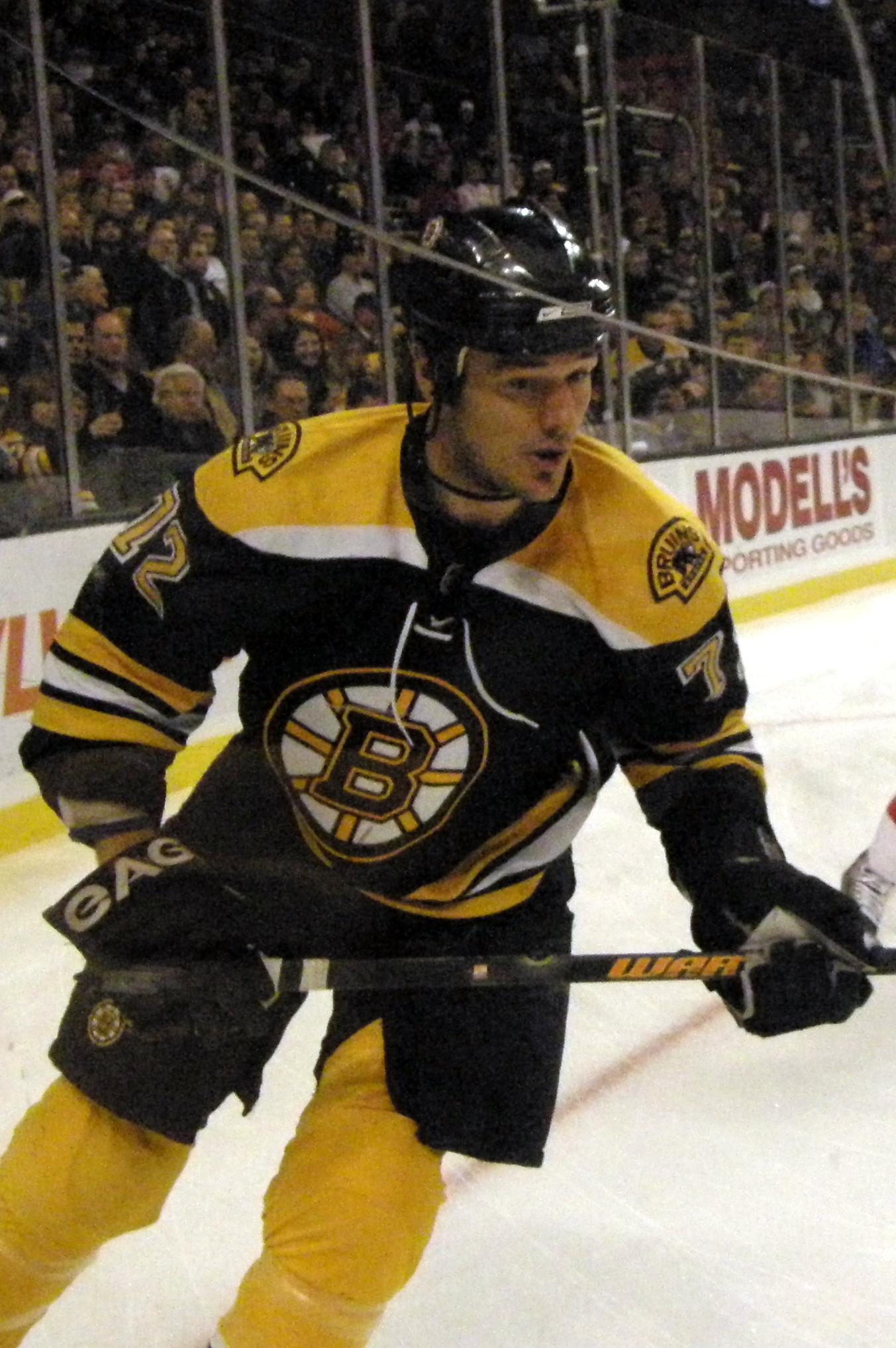
Schaefer im Trikot der Boston Bruins

Peter Schaefer begann seine Laufbahn 1993 bei den Yorkton Mallers und setzte seine Karriere ein Jahr später bei den Brandon Wheat Kings in der Western Hockey League fort, wo er sich mit seinen Leistungen für den anstehenden NHL Entry Draft 1995 empfahl und in der dritten Runde von den Vancouver Canucks ausgewählt wurde. In der Saison 1995/96 blieb er bei den Brandon Wheat Kings und gewann mit dem Team den President’s Cup. Zusammen mit Mike Leclerc, Justin Kurtz, Cory Cyrenne, Wade Redden und Sven Butenschön war er eine der tragenden Säulen der Mannschaft. Noch ein weiteres Jahr spielte er in der WHL und Schaefer erzielte zum zweiten Mal in Folge über 100 Punkte. 1997 erhielt er die Auszeichnung als Spieler des Jahres der Western Hockey League. Noch in der Saison 1996/97 spielte der Kanadier erstmals im Farmteam der Canucks, bei der Syracuse Crunch in der American Hockey League. Während der Saison 1998/99 gab er sein Debüt für die Vancouver Canucks in der National Hockey League und schoss bis zum Saisonende vier Tore in 25 Spielen.
Ein Jahr später gelang ihm der Durchbruch in Vancouver und Schaefer erzielte in 71 Spielen 31 Punkte. In der Saison 2000/01 übertraf er seine Vorjahreswerte und trug mit 36 Scorerpunkten zur Qualifikation für die Playoffs bei. Nach Saisonende lief sein Vertrag aus und er entschied seine Karriere in Finnland bei TPS Turku fortzusetzen, wo er im Oktober 2001 einen Vertrag unterschrieb. Nach einem guten Jahr in Finnland kehrte er wieder nach Nordamerika zurück. Im September 2002 wurde er zu den Ottawa Senators transferiert. Dort erspielte er sich sofort einen Stammplatz und ging während des Lockouts in der Saison 2004/05 nach Italien zum HC Bozen, wo er ebenfalls eine starke Saison hinlegte. Nach seiner Rückkehr zu den Senators erreichte Schaefer in den zwei folgenden Saisons jeweils rund 50 Scorerpunkte. In der Saison 2006/07 stand er mit dem Team in den Finalspielen um den Stanley Cup, verlor allerdings in fünf Spielen gegen die Anaheim Ducks. Kurz nach Saisonende, am 17. Juli 2007, wurde er für Shean Donovan zu den Boston Bruins transferiert. Nach einer soliden ersten Saison bei den Bruins mit 26 Punkten wurde Schaefer zur folgenden Saison ins Farmteam zu den Providence Bruins abgeschoben, mit denen er am Spielbetrieb der American Hockey League teilnahm.
Für die Saison 2009/10 setzte er vom Spielbetrieb aus. Im Oktober 2010 unterschrieb er einen Vertrag bei den Vancouver Canucks. Im Januar 2011 wechselte er zum ERC Ingolstadt in die Deutsche Eishockey Liga. Nach 19 absolvierten DEL-Spielen und 17 Punkten für den ERC Ingolstadt entschied sich Schaefer im April 2011 den Verein zu verlassen. Nach einer einjährigen Pause wurde Schaefer Assistenztrainer der Surrey Eagles aus der British Columbia Hockey League. Zwischenzeitlich war er auch General Manager und Präsident des Teams, verblieb aber hauptsächlich in der Rolle des Assistenztrainers. Vor dem Beginn der Saison 2018/19 wurde er schließlich zum Cheftrainer befördert.

### International
Schaefer nahm in den Jahren 2000 und 2002 mit dem kanadischen Nationalmannschaft an der Eishockey-Weltmeisterschaft teil. Er kam auf insgesamt 15 Spiele und zwei Punkte. Während seiner Juniorenzeit hatte er bei der Junioren-Weltmeisterschaft 1997 die Goldmedaille gewonnen.

## Erfolge und Auszeichnungen
| - 1996 President’s-Cup-Gewinn mit den Brandon Wheat Kings - 1996 WHL East First All-Star Team - 1996 CHL First All-Star Team - 1997 WHL East First All-Star Team - 1997 Four Broncos Memorial Trophy | - 1997 WHL Plus-Minus Award - 1997 CHL First All-Star Team - 1999 NHL-Rookie des Monats Oktober - 2001 Spengler Cup All-Star-Team |

### International
- 1997 Goldmedaille bei der Junioren-Weltmeisterschaft

## Karrierestatistik

### International
Vertrat Kanada bei:
- Junioren-Weltmeisterschaft 1997
- Weltmeisterschaft 2000
- Weltmeisterschaft 2002

(Legende zur Spielerstatistik: Sp oder GP = absolvierte Spiele; T oder G = erzielte Tore; V oder A = erzielte Assists; Pkt oder Pts = erzielte Scorerpunkte; SM oder PIM = erhaltene Strafminuten; +/− = Plus/Minus-Bilanz; PP = erzielte Überzahltore; SH = erzielte Unterzahltore; GW = erzielte Siegtore; 1 Play-downs/Relegation; Kursiv: Statistik nicht vollständig)